# Giuseppe Aleffi
Giuseppe Aleffi, noto come Pino Aleffi (Asmara, 13 agosto 1939), è un politico italiano, ex deputato per Forza Italia dal 1996 al 2001.

## Biografia
Carabiniere, è stato comandante dei nuclei SIOS di Marisardegna e Camen, ed è noto inoltre poiché il suo nome compare nella lista degli appartenenti alla loggia P2, con tessera n° 762.
Alle elezioni del 1996 viene eletto alla Camera dei deputati per Forza Italia, vincendo nel collegio uninominale di Iglesias con il 46,1% contro il 44,4% del candidato dei Progressisti Velio Ortu. Nella XIII Legislatura fa parte della IV Commissione permanente Difesa.
Alle successive elezioni del 2001, ricandidato nel medesimo collegio, perde contro il candidato dell'Ulivo Pietro Maurandi, che lo batte per 45,4% a 42,3%.
Alle elezioni del 2006 si è invece candidato con l'Italia dei Valori al Senato, senza però risultare eletto.